# 八号桥

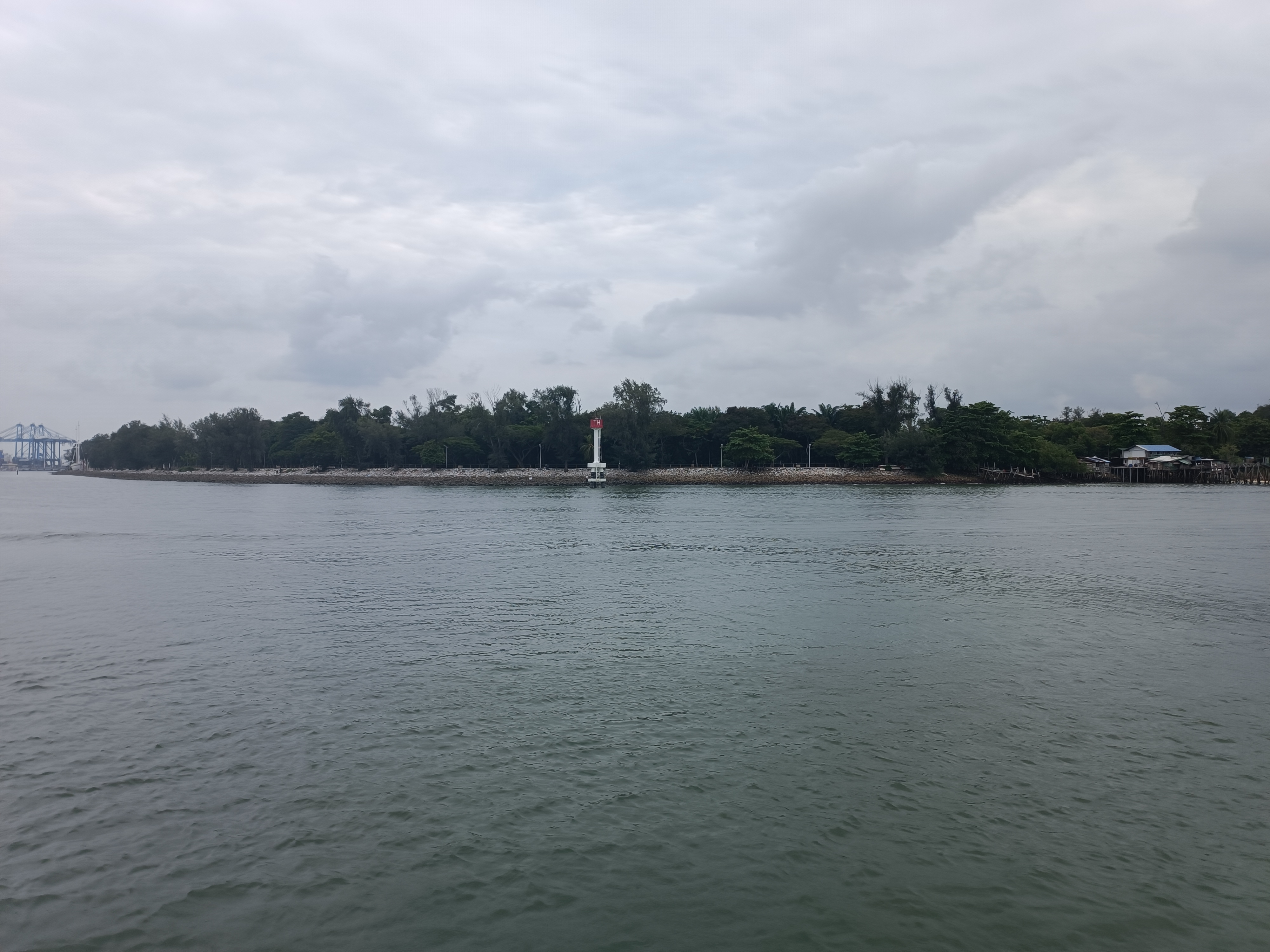
八号桥的海角

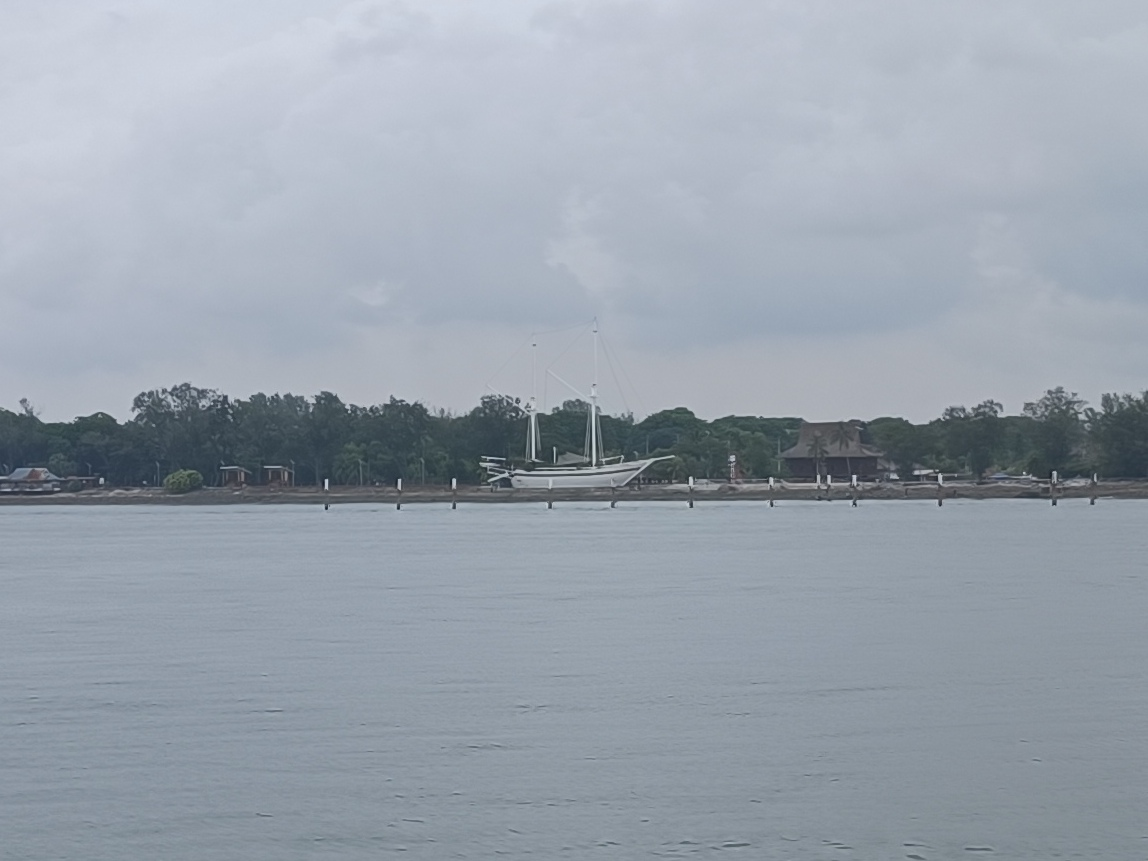
八号桥的仿古战舰

八号桥（音译为“丹绒哈拉班”）是位于马来西亚雪兰莪州巴生港的北港附近的一个海滨长廊。该地约2.5至3公里长，游客可以在这里享受海风。八号桥也与苏丹苏莱曼镇相距不远。当游客抵达这里时，可发现北港运营办公室的海角和巨型海上起重机，是雪兰莪巴生区最壮观的景点之一。每到傍晚，该地也会吸引无数游客到访散步、垂钓、看海景和观看日落等。
八号桥位于现今巴生县西海岸北港，并面向巴生海峡和对面的巴生岛，南面也有巴生河。八号桥并非一座「桥」，而是一处以石块筑提少部份沼泽地的海滨。在这里，大道旁边广阔的停车场有一些凉亭和高架凉棚。树上的临时秋千，座位由木板和旧轮胎制成。另一个亮点是人造的武吉斯仿古战舰复制品，就在铺设的人行道旁边。游客不允许进入水中或游泳，因为海岸线完全由大型岩石构成，也没有沙滩。垂钓钓鱼者和渔民会到八号桥的岩石上进行钓鱼活动。八号桥旁边有几个木制码头，其中一些是私人拥有的，可以从中进行钓鱼活动。进入八号桥景区是免费的并24小时对外开放。
大多数周边居民都在巴生港的苏丹苏莱曼工业区工作，部分则有开设海鲜餐馆，或从事与船舶和港口有关的经济活动。此外，当地每逢元宵节，民众都会自主举办抛柑活动为单身男女配对。